# ملكات الإمبراطورية الآشورية الحديثة

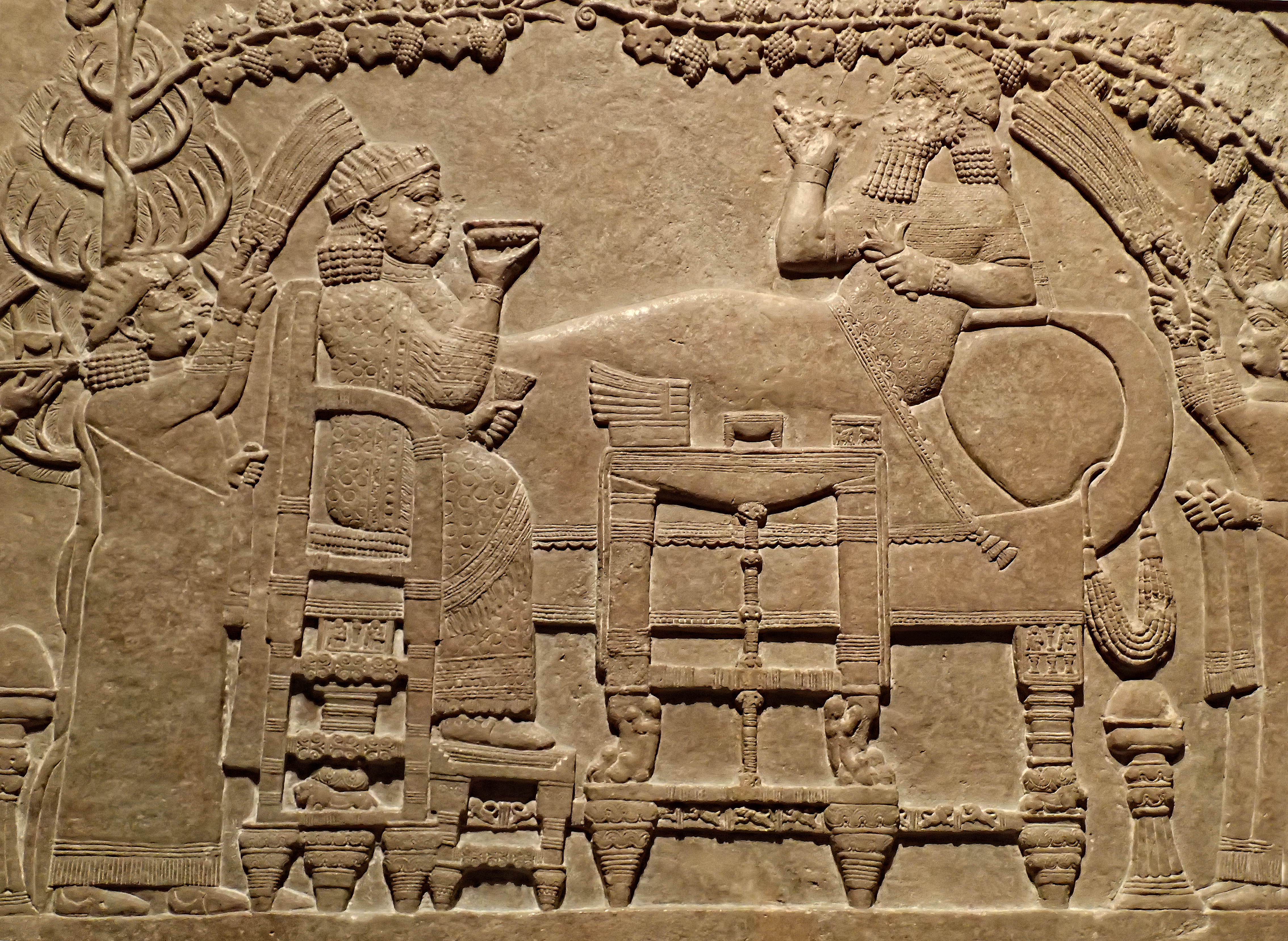
نقش "حفلة الحديقة" من نينوى، يصور الملكة الآشورية الحديثة ليبالي شرات (يسار) وهي تتناول العشاء مع زوجها الملك آشور بانيبال (يمين؛ حكم من 669 إلى 631 قبل الميلاد)

الملكة (بالآشورية: issi ekalli أو سوغالو،تترجم حرفيا. امرأة القصر في الإمبراطورية الآشورية الحديثة هي زوجة الملك الآشوري الحديث. ومع أن الملكات استمدن قوتهن ونفوذهن من خلال ارتباطهن بأزواجهن، إلا أنهن لم يكن بيادق بدون سلطة سياسية. أشرفت الملكات على مواردهن المالية، التي غالبًا ما تكون كبيرة، وامتلكن عقارات شاسعة في جميع أنحاء الإمبراطورية. ومن أجل الإشراف على أصولهن، قامت الملكات بتعيين طاقم إداري كبير برئاسة مجموعة من الإداريات الإناث يسمى šakintu. كان من واجبات الملكات المسؤوليات الدينية والإشراف على أجزاء من القصور الملكية. ينعكس دورهن باعتبارهن «حاكمات للعالم المحلي» في لقبهن «نساء القصر». تم زيادة قوة وتأثير الملكات بشكل أكبر في ظل سلالة السرجونيين (حكمت 722 إلى 609 قبل الميلاد)، حيث ظهرن بشكل متكرر في الأعمال الفنية وتم إنشاء وحدات عسكرية كبيرة تابعة مباشرة للملكة.
كانت أشهر وأقوى ملكة آشورية جديدة هي شامورامات، التي ربما كانت لفترة من الزمن بمثابة الوصية على ابنها الصغير أداد نيراري الثالث عقب وفاة زوجها شمشي أدد الخامس عام 811. قبل الميلاد. كما تم تسجيل أنها رافقت ابنها في حملات عسكرية. تم العثور على مقابر ورفات العديد من الملكات من خلال أعمال التنقيب في قبور الملكات في نمرود، والتي أعطت نظرة ثاقبة على حياتهن بالإضافة إلى ملابسهن وشعاراتهن.

## المكانة والدور

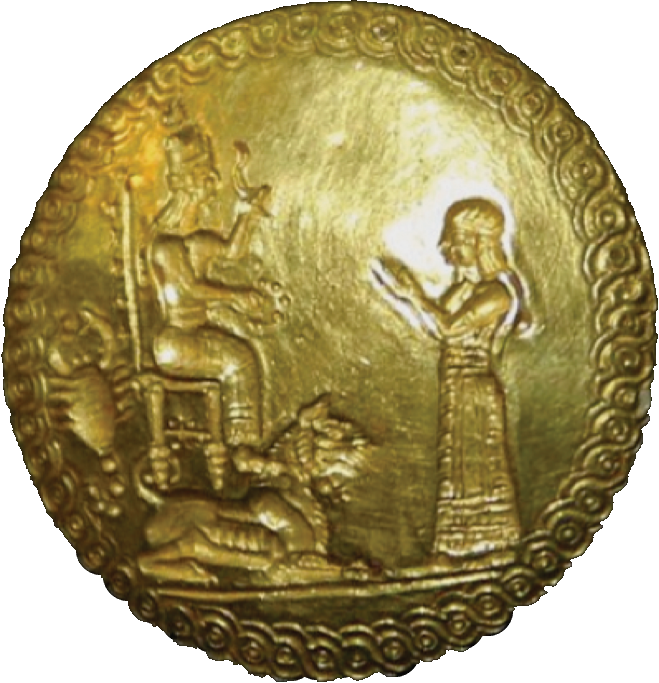
ختم حماة ملكة شلمنصر الرابع (حكم من 783 إلى 773 قبل الميلاد). تم تصويرها (على اليمين) في تقديس أمام إلهة (على اليسار). لاحظ رمز العقرب خلف الإلهة، وهو رمز شائع الاستخدام للملكات.

كان المصطلح الأكادي المسماري المستخدم للإشارة إلى الملكة في الإمبراطورية الآشورية الجديدةmí.é.gal munus.é.gal أوmí.kur، والتي ستُنقل باللغة الآشورية تحت الاسم issi ekalli، وتعني حرفيًا «امرأة القصر». ربما يمكن أيضًا اختصار المصطلح إلى sēgallu، بنفس المعنى. يتعرف المؤرخون الحديثون على «نساء القصر» الآشوريات الحديثات كملكات، رغم من اختلاف هذا عن المصطلحات الآشورية القديمة. لقد كانت النسخة المؤنثة لكلمة «ملك» (سارو) هي ساراتو، لكن هذا المصطلح كان يطبق فقط على الآلهة وملكات الدول الأجنبية الذين حكموا في حد ذاتهم. بما أن الشريكات الآشوريات لم يحكمن لأنفسهن، فإن الآشوريين لم يشيروا إليهم على أنهم ساراتو. الاختلاف في المصطلحات لا يعني بالضرورة أن الملكات الأجنبيات، اللواتي حكمن غالبًا مناطق أصغر بكثير من الإمبراطورية الآشورية الحديثة، كان يُنظر إليهن على أنهن يتمتعن بمكانة أعلى من الملكات الآشورية. ومع ذلك، فإن حفنة من المؤرخين المعاصرين، مثل سارة سي ميلفيل، يفضلون تصنيف الملكات الأشوريات ببساطة على أنهن «زوجات» أو «شريكات». كان لقب «امرأة القصر» اختراعًا جديدًا في العصر الآشوري الحديث. وفي الإمبراطورية الآشورية الوسطى، التي سبقت مباشرة الإمبراطورية الآشورية الحديثة، تم تصنيف الملكات على أنهن أشات ساري («زوجة الملك»).
مع تقدم الفترة الآشورية الحديثة، فقد تم إدخال المزيد من الألقاب للنساء الملكيات، ربما ردًا على المواقف المربكة التي يمكن أن تنشأ فيما يتعلق بما يجب أن يطلق عليه الملكات والزوجات السابقات لأفراد آخرين من العائلة المالكة. تحت حكم سرجون الثاني (حكم من 722 إلى 705 قبل الميلاد)، تم تقديم لقب bēlat bēti («سيدة المنزل») لزوجة ولي العهد. في البداية تم اثبات لقب أمي شاري («أم الملك») في عهد خليفة سرجون سنحاريب (حكم من 705 إلى 681 قبل الميلاد)، وقد يُفهم بشكل أفضل على أنه مساوي لمنصب الملكة الأم، أي الملكة السابقة التي كانت أيضًا والدة الملك الحالي. يمكن لصاحبة لقب أمي شاري الاحتفاظ بمكانة مرموقة مدى الحياة. كانت نقية زوجة سنحاريب ووالدة خليفته آسرحدون (حكم من 681 إلى 669 قبل الميلاد)، تحمل لقب أمي شاري في عهد حفيدها آشوربانيبال (حكم 669 إلى 631 قبل الميلاد)، رغم أنها لم تعد والدة الملك الحاكم.
كان العقرب رمزًا مستخدمًا بشكل متكرر، وقد كان على ما يبدو الرمز الملكي للملكات أنفسهن، والذي تم استخدامه في المستندات والأشياء لتعيين الملكات. وفي فن بلاد ما بين النهرين، كانت العقارب مرتبطة ارتباطًا وثيقًا بالخصوبة وهي معروفة من الأعمال الفنية كرمز ديني من عصور ما قبل التاريخ. كان هناك ارتباط آخر محتمل هو أن رمز العقرب يمثل الملكة كأم شرسة ومثالية؛ كان مصطلح أنثى العقرب tārit zuqaqīpi (تترجم حرفيا. ماسكة العقرب)، يرتبط ارتباطًا وثيقا بالمصطلح tarû («أن تنشأ، لالتقاط»، ويستخدم أيضا في معنى «ممرضة الطفل» أو«مربية»).

### الموقف والسلطة

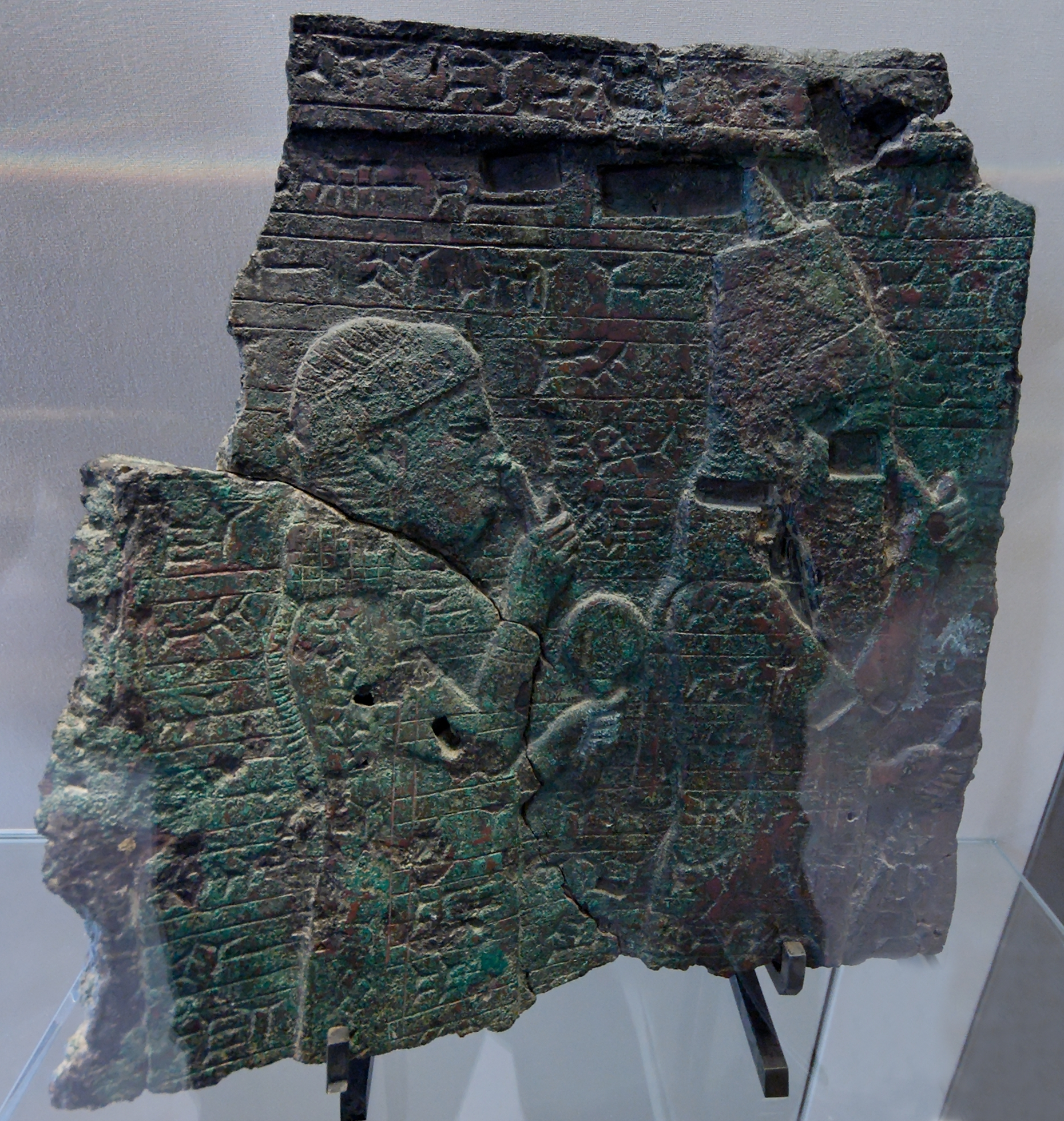
نقش يُصور آسرحدون (حكم من 681 إلى 669 قبل الميلاد؛ يمين) ووالدته نقية (يسار).

مع أن الملكات، مثل جميع أعضاء الديوان الملكي الإناث والذكور، استمدن قوتهن وتأثيرهن في النهاية من ارتباطهن بالملك، إلا أنهن لم يكن بيادق بدون سلطة سياسية. كان للملكات آراهن الخاص في الشؤون المالية، وبينما كان من المفترض بشكل مثالي أن ينجبوا وريثًا للعرش، فقد كان لديهن أيضًا العديد من الواجبات والمسؤوليات الأخرى، غالبًا في مستويات عالية جدًا من الحكومة. تم تسجيل الملكات الآشوريات الحديثات على أنهن شاركن في ترتيب الأنشطة الدينية، مثل الطقوس، ودعم المعابد ماليًا، وتقديم هدايا مكرسة للآلهة. من الواضح أيضًا أنهن لعبن دورًا في اتخاذ القرارات السياسية. حظيت الملكات باحترام العديد من المسؤولين رفيعي المستوى، وكان لديهن موارد مالية كبيرة خاصة بهن. يمكن ملاحظة الكنوز التي تم اكتشافها في مقابرهم من خلال النصوص الباقية المتعلقة بأسرهن وأنشطتهن. من الواضح أن الملكات كن بارزات في المجتمع الآشوري حيث توجد أدلة كثيرة على أن الملوك منحوهن اعترافًا خاصًا. وصف سنحاريب، في كتاباته المتعلقة ببناء القصور في نينوى، علنًا الملكة تاشميتو شرارات بأنها «زوجته الحبيبة، التي جعلت ملامحها [الإلهة] بليت إلي أعلى من جميع النساء». قام آسرحدون ببناء ضريح كبير على شرف زوجته آشار حمات عندما توفيت.
وظفت الملكات طواقهمن الخاصات وكانت الوحدة الإدارية لأسرهن جزءً لا يتجزأ من إدارة الإمبراطورية حتى سقوطها. امتلكت الملكة منازل على مساحات شاسعة من الأراضي والعديد من المكاتب في جميع أنحاء الإمبراطورية الآشورية الحديثة ويعمل بها مئات الأشخاص. ترأس طاقم الملكة مجموعة من الإداريات، يسمين šakintu، ولديهن موارد كبيرة وطاقم عمل ضخم. من المحتمل أن مجموعة šakintu تدير المقتنيات الإقليمية للملكات بشكل مستقل نسبيًا. كان من بين موظفي šakintu رجال ونساء على حد سواء، مع مناصب مثل مديري القرى ومشرفين القصر وكبار الخبازين وأمناء الخزانة، وكذلك العمال مثل النساجين والرعاة وعمال الجلود. من المحتمل أن يكون المشروع الرئيسي للعديد من المقتنيات هو إنتاج المنسوجات، وأن المقصود منه توريد المنسوجات في كل من القصر الملكي في العاصمة ولأغراض تجارية. في عهد سرجون الثاني، تم إنشاء وحدات عسكرية تابعة للملكة. ربما قلقًا من سلطة تورتانو (القائد العام للقوات المسلحة)، قام سرجون أيضًا بتقسيم هذا المنصب إلى قسمين، تم تخصيص واحد لقوات الملكة تورتانو. وفي ظل حكم الملوك السرجونيين اللاحقين، زاد عدد القوات المخصصة للملكة وتنوعت؛ لم يقتصر الأمر على الحراس الشخصيين فحسب؛ كان من بين قوات الملكة مجموعات من المشاة والمركبات والعديد من القادة. تم إثبات مشاركة بعض قوات الملكة في الحملات العسكرية، مما يعني أنهم لم يكونوا مجرد حرس شرف للملكات، بل كانوا أيضًا جزءً من القوة العسكرية للإمبراطورية.
يركز عنوان «امرأة القصر» على دور الملكة فيما يتعلق بالقصر الملكي أكثر من ارتباطها بالملك، مما يشير إلى أن دورها «كحاكمة على المجال المحلي» كان أكثر أهمية من أنها رفقية الملوك. ومما يدل كذلك على ارتباطهم القوي بالقصر هو العثور على مقابر الملكات في نمرود، التي تحتوي على رفات العديد من الملكات، تحت أرضية أحد القصور الملكية في العاصمة نمرود آنذاك. وهكذا دُفنت الملكات في القصر، وليس بجانب الملوك في المقابر الملكية لآشور، المركز الديني والاحتفالي لآشور.

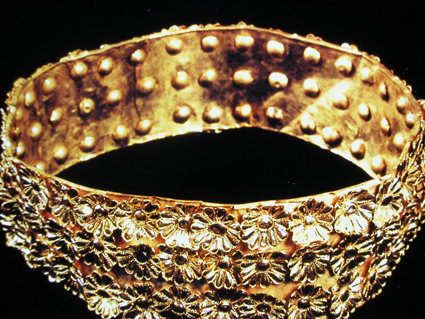
تم العثور على التاج الذهبي في مقبرة الملكات إابا وبنيتو وأتاليا. يستحضر هذا التاج الخاص غطاء الرأس المصور في الفن المشرقي.

ورغم أن عهد آسرحدون كان على وجه الخصوص وقتًا تمكنت فيه النساء الملكيات من ممارسة سلطة سياسية كبيرة، ربما بسبب عدم ثقة أسرحدون بأقاربه الذكور، فقد كانت هناك نساء قويات في الإمبراطورية قبل تلك النقطة. لقد كانت أقوى وأشهر ملكة آشورية حديثة هي شامورامات، زوجة شمشي أدد الخامس (حكمت من 824 إلى 811 قبل الميلاد). ومع قلة الإشارات إليها منذ عهد زوجها، إلا أن شمورامات وصلت إلى موقع القوة بعد وفاته وانضمام ابنهما أداد نيراري الثالث (حكمت من 811 إلى 783 قبل الميلاد). كان أداد نيراري الثالث صغيرًا جدًا في وقت انضمامه، كما واصلت مجموعة قليلة من المصادر من عهده المبكر الإشارة إلى شمورامات كملكة، وربما تشير إلى أنها حكمت بصفتها وصية على العرش. يوحي نقش على حجر حدودي بأن شمورامات نفسها شاركت في حملة عسكرية مع ابنها. في الأساطير اللاحقة، تم تخليد شمورامات كملكة أسطورية تدعى سميراميس. كانت نقية، والدة آسرحدون، قوية جدًا أيضًا بعد وفاة سنحاريب. لقد امتلكت مساكنها الخاصة في معظم المدن الآشورية الكبرى، ومن المرجح أنها كانت ثرية للغاية، وبموافقتها الخاصة فقد بنت قصرًا جديدًا لابنها في نينوى.

### الخلافات والقضايا العلمية
ليس من الواضح بالضبط كيف ارتبط منصب الملكة بمنصب الملك. وفي حين أن الملكة في معظم الأوقات كانت قرينة الملك، إلا أن هناك خلافًا علميًا حول ما إذا كانت الملكة احتفظت بلقبها ومكانتها بعد وفاة الملك، أو ما إذا كان اللقب والمنصب ينتقل تلقائيًا وبشكل مباشر انتقلت إلى زوجة الملك الجديد. يدعم معظم المؤرخين فكرة أن اللقب ينطبق فقط على الزوجة الأساسية للملك الحاكم، مع عدم الاحتفاظ باللقب عند وفاة الملك.
اقترح بعض العلماء، بناءً على مشكلات تتعلق بتحديد الملكات من الوثائق الإدارية، احتمالية أن يكون هناك عدة نساء يحملن لقب «نساء القصر» في أي وقت معين. في عام 2004، اقترحت سارة سي ميلفيل استخدام المصطلح بشكل مختلف داخل القصر الملكي وخارجه، مع وجود «امرأة واحدة من القصر» فيما يتعلق بالإمبراطورية ولكن يمكن أن تحمل العديد من النساء اللقب أثناء وجودهن داخل القصر الملكي. ومع أنه من المعروف أن الملوك الآشوريين كان لديهم عدة زوجات، أو على الأقل شركاء إناث، إلا أن هناك مشاكل جدية مع فكرة تعدد «نساء القصر». والأهم من ذلك، أن الوثائق الآشورية تستخدم المصطلح دائمًا دون أي محددات أخرى، مما يشير بشكل لا لبس فيه إلى الزوجة الرئيسية للملك. يؤيد معظم المؤرخين فكرة وجود «امرأة قصر» واحدة في أي وقت. أصبحت التحقيقات العلمية أكثر صعوبة بسبب عدم وجود أي دليل نصي ملموس متبقي يصف حفل الزفاف الملكي، أو عدد الزوجات الملكيات.

## الملابس والشعارات

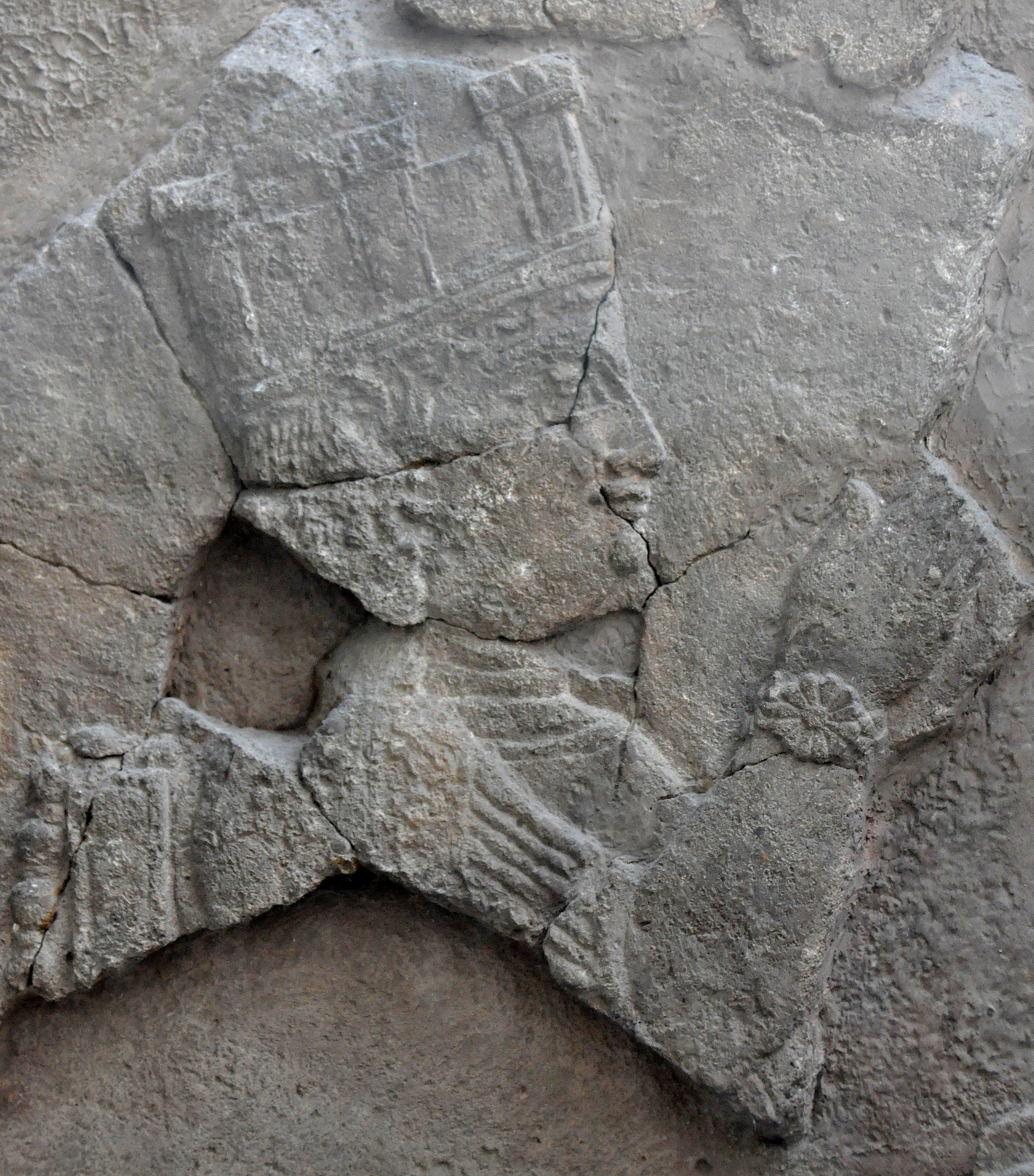
تفاصيل شاهدة قبر تصور ليبالي شرات ملكة آشور بانيبال وهي ترتدي التاج الجداري

كانت الملكات الأشوريات يرتدين التيجان التي اختلفت عن تيجان أزواجهن. عادةً ما يشير العلماء المعاصرون إلى تيجانهن على أنها التيجان الجدارية، لأنها يشتمل على عناصر مصممة لاستحضار جدار القلعة. في آشور القديمة، كان يشار إلى هذا التاج باسم kilīlu («الأسوار»). كان التاج، وهو تصميم غير مألوف للغاية في بلاد ما بين النهرين، عبارة عن شريط، مُثبت جيدًا على رأس الملكة، ومُزين على فترات منتظمة بنتوءات على شكل برج أعلى قليلًا من باقي التاج. ربما كان للتاج الجداري قيمة سياسية قوية وربما كان رمزًا مهمًا لقوة المرأة. تُصوَّر الملكات أحيانًا بدون تيجانهن في الأعمال الفنية، مع أن هذا يحدث عادةً في السياقات التي قد يكون فيها التحذير من التاج غير مناسب، كما هو الحال في الصور الدينية أو الدينية. في مثل هذه السياقات، يمكن للملكات ارتداء ملابس أكثر تواضعًا، مثل عقال عادي.
من المحتمل أن الملابس الملكية للملكات كانت مستوحاة من أساطير بلاد ما بين النهرين. في أسطورة نزول عشتار إلى العالم السفلي، وُصفت ملابس الإلهة عشتار بشكل مشابه جدًا لما هو معروف عن ملابس الملكات الآشورية الحديثة. وبالنظر إلى أن عشتار كانت في جزء منها إلهة للخصوبة، فمن الممكن أن الثوب بدوره يشير أيضًا إلى الخصوبة. كان أقوى تشابه مع عشتار هو أن الإلهة في الفن الآشوري كانت ترتدي أيضًا التاج الجداري. يشير هذا إلى أن الملكة ربما كانت من الناحية الإيديولوجية صورة لعشتار، وأنه يمكن في بعض الأحيان أن يُنظر إليها على أنها تجسيد للإلهة.

إعادة بناء الملابس والشعارات الخاصة بالملكة الآشورية الحديثة، بناءً على المكتشفات في مقابر الملكات في نمرود

تحتفظ مقابر الملكات في نمرود بمجموعات كبيرة من الشعارات الملكية. بالنسبة للملكات الفردية، تضمنت المجموعة النموذجية غطاء رأس أو تاج، وقلائد، وأقراط، وأساور، وخرز، وما يصل إلى عشر خواتم، وزخارف ذهبية، وأختام واحدة أو عدة أختام ومرآة. اختلفت التفاصيل الخاصة بكل الأشياء من ملكة إلى أخرى، مما يدل على الهوية الفردية وأنهن كن يرتدين ملابس فريدة أيضًا في الحياة. من حيث الأيقونات، تضمنت مجوهرات الملكات جوانب من التقاليد الملكية الآشورية (مثل أحجار العيون) وعناصر مشتقة من مصادر أجنبية (مثل الذهب والعقيق والعقيق الأحمر؛ ربما كان هذا تعبيرًا عن اتساع وهيمنة الإمبراطورية الآشورية الحديثة. تتوافق العديد من عناصر الملابس والشعارات الموجودة في المقبرة بشكل جيد مع الصور المعروفة للملكات، مثل الأقراط والأساور، ولكن توجد أيضًا تناقضات مع العمل الفني. الأهم من ذلك، أنه لم يتم العثور على تاج جداري، وهو المؤشر الفني الأكثر إثارة للملكة، على الإطلاق. وبدلًا من ذلك، دُفنت الملكات المدفونات في مقابر نمرود بأغطية للرأس. ربما لم يكن التاج الجداري مركزًا للملكة كما توحي الصور الفنية أو كان التاج الجداري ينتمي إلى «خزينة التاج» ولم يكن جزءً من ممتلكات الملكة الشخصية وبالتالي لا يمكن وضعه في قبر.

## الحضور الفني

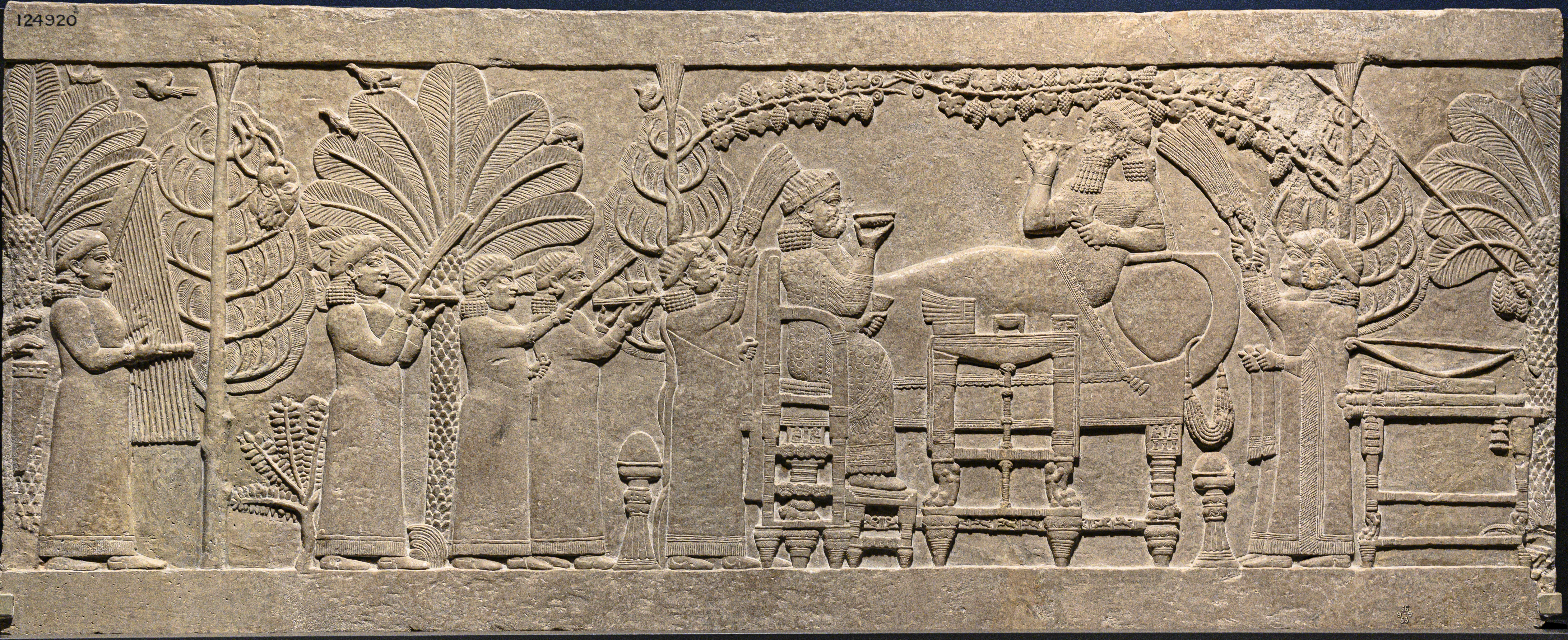
نقش "حفلة الحديقة" بأكمله، يُظهر الزوجين الملكيين والمشهد المحيط

## قائمة الملكات

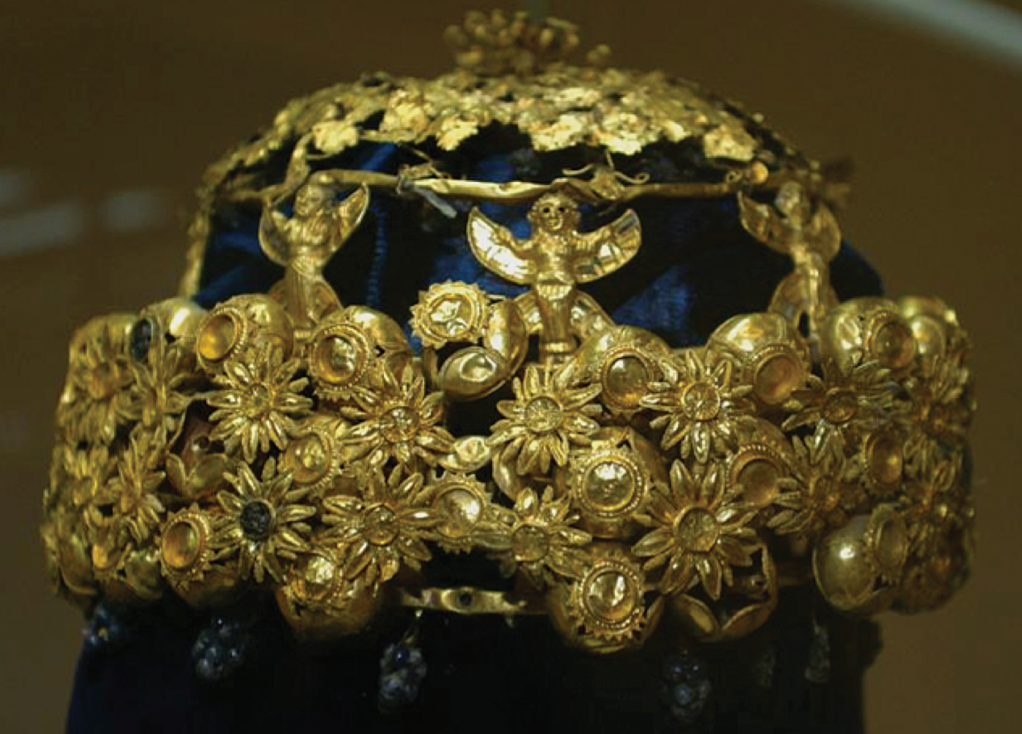
تاج ذهبي عثر عليه في قبر الملكة حماة